# Bo Lundmark
Bo Ingemar Lundmark, född 6 januari 1944 i Malå församling i Västerbottens län, är en samisk‑svensk religions‐ och kyrkohistoriker, författare och präst.

## Biografi
Bo Lundmark föddes 1944 i Adak i Malå församling.[källa behövs] Han studerade vid Uppsala universitet och prästvigdes 1968. Lundmark tillträde därefter prästtjänsten i Jukkasjärvi församling.
Lundmark, som är teologie doktor, var från 1979 kyrkoherde för samer. Från 1991 till sin pensionering 2009 arbetade han som kyrkoherde i Tännäs-Ljusnedals församling.